# Amboberget
Amboberget är ett naturreservat i Nora och Örebro kommuner i Örebro län.
Området är naturskyddat sedan 2009 och är 64 hektar stort. Reservatet omfattar berget med detta namn och dess bergbrant. Reservatet består av barrskog på toppen och tall, björk, asp och rönn i branterna.